# Metilenetetraidrometanopterina deidrogenasi
La Metilenetetraidrometanopterina deidrogenasi è un enzima appartenente alla classe delle ossidoreduttasi, che catalizza la seguente reazione:
5,10-metilenetetraidrometanopterina + coenzima F420 ⇄ 5,10-meteniltetraidrometanopterina + coenzima F420 ridotto
Il coenzima F420 è un derivato della 7,8-didemetil-8-idrossi-5-deazariboflavina; la metanopterina è un analogo della pterina. L'enzima è coinvolto nella formazione del metano dalla CO2 in Methanobacterium thermoautotrophicum.